# Ciència-ficció dura
La ciència-ficció dura és un subgènere dins de la literatura de ciència-ficció que es caracteritza pel realisme i l'alt nivell de detall en els aparells i invents tecnològics, les teories científiques i les possibilitats de l'acció.
Malgrat tractar esdeveniments impossibles o encara no factibles, la versemblança és un factor fonamental del gènere.
El terme prové del crític Peter Schuyler Miller, qui el 1957 va referir-se a aquesta modalitat en oposició a la ciència-ficció especulativa o "soft", que no té tant rigor científic.
Tots dos conceptes actuen com a extrems d'un continu, la Ciència-ficció, però usualment és l'etiqueta de "hard" la que es realça mentre que es deixa sense adjectivar qualsevol altre subgènere.

## Característiques
La ciència-ficció dura inclou descripcions àmplies d'aparells i de vegades suposa un bagatge científic previ per poder entendre les hipòtesis plantejades, per això els seus lectors són més reduïts que altres subgèneres. L'estil és menys retòric que en altres modalitats de ficció, fet que ha causat a vegades el menyspreu de la crítica.
Les trames sovint queden supeditades a l'ambientació tècnica. La versemblança d'aquesta ambientació depèn força dels avenços en ciència al món real i el coneixement de l'autor i, per tant, els llibres de ciència-ficció dura estan fortament lligats a l'època de creació i el futur actua com a mètode de falsació de les hipòtesis teòriques allà plantejades. Acostumen a basar-se en el paradigma dominant o desenvolupen imaginativament els camps d'estudi en auge en aquell moment en les ciències experimentals, i menys en les ciències socials.
El gènere començà a adquirir un caràcter independent als anys 50, tot i que té precedents històrics que daten dels primers textos de ciència-ficció. La revista Analog Science Fiction and Fact hi tingué un paper clau, ja que s'hi van publicar els relats que definirien el gènere i els lectors podien comentar-los discutint la veracitat o adequació de la seva part tècnica. Per primer cop, el focus dels comentaris estaven situats en la ciència i no en la construcció literària. Des d'aleshores el gènere va anar creixent en seguidors fins a l'actualitat.
Algunes de les obres més famoses han estat adaptades al cinema, on visualment es poden mostrar els aparells i els diàlegs poden intentar explicar els seus principis rectors. Aquestes adaptacions, però, sovint han de renunciar a gran part del complement científic i centrar-se més en l'argument, per la qual cosa no sempre respecten els principis del gènere i passen a ser obres de ciència-ficció suau.

## Obres més destacades
- Surface Tension, de James Blish
- Mission of Gravity, de Hal Clement
- Rendezvous with Rama, d'Arthur C. Clarke
- Saga de La Fundació, d'Isaac Asimov
- Solaris, de Stanislav Lem
- The Forever War, de Joe Haldeman
- Dragon's Egg, de Robert Lull Forward
- Contact, de Carl Sagan
- Ringworld, de Larry Niven